# Halford IV - Made of Metal
Halford IV - Made of Metal è il quarto album in studio del gruppo heavy metal statunitense Halford, pubblicato nel 2010.

## Tracce
1. Undisputed – 5:17 (Rob Halford)
2. Fire and Ice – 2:52 (Rob Halford)
3. Made of Metal – 3:55 (Rob Halford, Roy Z, John Baxter)
4. Speed of Sound – 4:32 (Rob Halford, Roy Z, Mike Chlasciak, John Baxter)
5. Like There's No Tomorrow – 4:20 (Rob Halford)
6. Till the Day I Die – 3:50 (Rob Halford, Roy Z)
7. We Own the Night – 3:54 (Rob Halford, Roy Z, John Baxter)
8. Heartless – 3:38 (Rob Halford)
9. Hell Razor – 3:44 (Rob Halford)
10. Thunder and Lightning – 5:28 (Rob Halford, Roy Z)
11. Twenty-Five Years – 7:01 (Rob Halford)
12. Matador – 5:39 (Rob Halford)
13. I Know We Stand a Chance – 3:51 (Rob Halford, Roy Z, John Baxter)
14. The Mower – 4:37 (Rob Halford, Roy Z)

## Formazione
- Rob Halford – voce
- Roy Z – chitarra
- Metal Mike Chlasciak – chitarra
- Mike Davis – basso
- Bobby Jarzombek – batteria